# Hans von Wilmersdorff
Hans von Wilmersdorff, auch Johann von Wilmersdorf (* 14. Juli 1579; † 17. Mai 1636) war ein brandenburgischer Hofrat.

## Leben

### Herkunft auf Familie
Hans war Angehöriger des märkischen Adelsgeschlechts Wilmersdorff. Seine Eltern waren Joachim von Wilmersdorff auf Schmargendorf (1530–1588) und dessen zweite Gattin, Anna, geborene von Spiel (1546–1628). Er vermählte sich 1589 mit Eva von Below († nach 1651), einer Tochter des mecklenburgischen Marschalls Joachim von Below (1547–1622). Aus der Ehe ging ein jung verstorbener Sohn hervor.

### Werdegang
Wilmersdorff besuchte das Gymnasium zum Grauen Kloster und anschließend die Universitäten Frankfurt und Leipzig. Nach seiner Kavalierstour, die ihn auch ins Ausland geführt hatte, trat er in den Dienst von Kurfürst Johann Siegismund (1572–1619) als dessen Amtskammerrat und Hauptmann der Ämter Mühlenhof und Mühlenbeck. 1589 wurde er mit seinem beiden Brüdern über die väterlichen Gütern belehnt. Als Hofmeister begleitete er seinen Dienstherren auf dessen Reise an den Dresdener Hof. 
Er war auch Mitglied des Geheimen Rates unter Kurfürst Georg Wilhelm (1595–1640). 1624 verschrieb der Kurfürst ihm und Hoyer Striepe (1586–1639) das freigewordene Erb- und Lehnsgericht zu Teltow. Nachdem er Striepe mit 2250 Reichstalern abgefunden hatte, wurde er mit diesem Lehngut und dem Richteramt Teltow im Januar 1625 belehnt. 1633 erhielt er eine Begnadigungsverschreibung über das Dorf Schönow nebest weiteren „Stücken“ im Teltow. Im selben Jahr erwarb er von Albrecht von Knoblauch zu Pessin mehrere Lehnstücken in Buschow, für die er im April 1634 mutete.
Wilmersdorff liegt mit seiner Gattin und seinem Sohn im Grabgewölbe der Dorfkirche Schmargendorf begraben.